# Sentinel-2
Sentinel-2 is een reeks van twee aardobservatiesatellieten van de  Europese Ruimtevaart Organisatie ESA en maakt deel uit van het Copernicus-programma. De eerste satelliet (Sentinel-2A) werd op 23 juni 2015 gelanceerd vanop de lanceerbasis van de ESA in Kourou. Naar verwachting zal de missie van de satelliet zo'n 7 jaar duren, terwijl alle instrumenten voorzien zijn op een levensduur van twaalf jaar.
De tweede satelliet van het Sentinel-2 programma, Sentinel-2B werd gelanceerd op 7 maart 2017 vanaf dezelfde Europese ruimtebasis.

## Opdrachten
- Systematisch vergaren van hogeresolutie, multispectrum beelden van de aardvegetatie. Wanneer de twee satellieten operationeel zijn zal elke plaats die zij overvliegen om de vijf dagen in beeld gebracht worden.
- Voortzetting van het SPOT- en het Landsatprogramma.
- Analyseren van gegevens voor operationele produducten van de volgende generatie zoals kaarten van bodemgebruik, kaarten van veranderingen in het landschap en geofysische toepassingen.

Sentinel-2 doet haar waarnemingen in 13 spectraalbanden.  De scanbreedte op het aardoppervlak is 290 km.

## Zonsynchrone baan
De baan is zonsynchroon.  Dit wil zeggen dat de satellieten steeds op hetzelfde uur over dezelfde plaats vliegen.  Dit wordt gedaan om de invloed van de schaduwen te minimaliseren en om zo weinig mogelijk bewolking te hebben. En ook om de werking van de SPOT- en de Landsatsatellieten over te nemen moeten ze dezelfde baan volgen.

## De satellieten
Elk van de satellieten weegt ongeveer 1,2 ton.  Zij kunnen gelanceerd worden met de  Vega- en de Rokot-draagraketten. Zij hebben een verwachte levensduur van 7,25 jaar. De satellieten zullen 180° tegenover elkaar staan op een gemiddelde hoogte van 789 km. De accu's en de brandstofvoorraad zijn voorzien voor 12 jaar. De positie van elke satelliet zal bepaald worden met behulp van een Global Satellite Navigation System (GNSS).  Zij worden vervaardigd door een industrieel consortium onder leiding van Astrium GmbH (Duitsland). Astrium SAS (Frankrijk) staat in voor het multispectraalinstrument (MSI).

## Multispectraalinstrument
Het invallende licht wordt gesplitst in twee bundels.  Eén voor de visuele- en nabije infraroodband (VNIR) en een voor de kortegolf infraroodband. De structuur van de telescoop en de spiegels is van siliciumcarbide.  Dit materiaal geeft een grote optische stabiliteit en minimaliseert de thermische deformatie.  De spectrale scheiding van elke band gebeurt met "stripe filters".  
De gemiddelde duur van de observatie van land en kuststroken duurt 17 minuten met een maximum van 32 minuten.